# 右京あやね
右京 あやね（うきょう あやね、8月25日 - ）は、日本の漫画家。愛知県出身。女性。血液型はAB型。
1994年、『マーガレット』（集英社）でデビュー。以後、同誌に読切や連載作品を掲載。女子高生が主人公の恋愛作品が多い。代表作は『B×Bブラザーズ』『欲情©MAX』など。
近年は『マーガレット』以外の雑誌にも執筆、活動の場を広げている。また、別ペンネーム（左京亜也）にてボーイズラブ作品も手がけている。

## 作品リスト
- 子供じゃないでしょ（1994年、マーガレット、集英社）
- おねがい! 悪魔（1995年、マーガレット）
- 19XXカゲキ派（1995年 - 1998年、マーガレット、単行本全8巻）
- 問答無用!（1998年 - 1999年、マーガレット、単行本全2巻）
- B×Bブラザーズ（2000年 - 2004年、マーガレット、単行本全10巻）
- 欲情©MAX（2004年 - 2006年、マーガレット、単行本全7巻）
- S.P.Y〜スイムパラダイスヘヨウコソ〜（2007年、マーガレット、単行本全2巻）
- 媚薬カフェ（2008年 - 2011年、マーガレット、単行本全7巻）
- 猫科男子のしつけ方（2009年 - 2015年、カグヤ→ウィングス、新書館、単行本全5巻）

## 左京亜也名義のBL作品
- イケズ彼氏の堕とし方（2010年、ディアプラス、新書館）
- ネコ科彼氏のあやし方（2010年、ディアプラス、新書館）
- クロネコ彼氏のアソビ方（2012年、ディアプラス、新書館）
- ヒマなのでハジメテみます。（2013年、ディアプラス、新書館）
- クロネコ彼氏の甘え方（2013年、ディアプラス、新書館）
- クロネコ彼氏の愛し方（2014年、ディアプラス、新書館）
- わがまま王子は猫を狩る（2021年、ディアプラス、上下巻、新書館）
- 高嶺の花は、乱されたい（2022年[1] - 2024年[2]、全4巻、新書館）
- ねこのほん（2022年[3]、新書館）

## 余談
2013年3月24日にフジテレビONEで初回放送された『よゐことくばん』第6回にて、よゐこの有野晋哉が『欲情©MAX』第7巻を購入している。